# Sphinctomyia aenigmatica
Sphinctomyia aenigmatica är en tvåvingeart som beskrevs av Borgmeier 1954. Sphinctomyia aenigmatica ingår i släktet Sphinctomyia och familjen puckelflugor. Inga underarter finns listade i Catalogue of Life.